# جيفري من تارانتو
جيفري أو غودفري أو غودفريدو (توفي بين 1068 - 1072) كان زعيمًا عسكريًا من النورمان الإيطاليين وأول كونت على تارانتو. كان النجل الثاني لبيتر الأول من تراني، على الرغم من عدم معرفة أي شيء عن أخيه الأكبر أميكوس. خلف والده في إقليم تراني وتولى حكمها في 1064، على الرغم من أن المدينة نفسها بقيت بيد الإمبراطورية البيزنطية. استولى شقيقه الأصغر، بيتر الثاني، على المدينة من البيزنطيين في 1054، واستفاد من غياب جيفري، وسيطر على عرشه. تزوج جفري ابنة دروغو سيد موتولا وكاستيلانيتا.